# Mikołaj Kmita
Mikołaj Kmita herbu Szreniawa, z Wiśnicza, Sobienia i Dubiecka, (zm. ok. 1447) – kasztelan przemyski (1433–1447).  
Był synem Piotra Kmity (zm. 1409) i Hanny (Hanki) (zm. po 1409).
Z pierwsza żoną Mikołaj miał  syna  Mikołaja Kmitę z Dubiecka (zm. 1439–1441), ożenionego z Małgorzatą Buczacką - kasztelanówną kamieniecką - córką Michała Mużyło Buczackiego.
Po 1420 r. Mikołaj Kmita z Wiśnicza  wziął   ślub z Małgorzatą Michałowską Kurozwęcką.
Z tego małżeństwa synami byli; Dobiesław Kmita (zm. 1478) – wojewoda sandomierski i lubelski i Jan Kmita (zm. 1458/1460) kasztelan przemyski i kasztelan lwowski.  
Mikołaj Kmita zbudował  obronny zamek drewniany w Medyce, za pieniądze króla.
Od czasów Mikołaja Kmity (zm. ok. 1447) Kmitowie dzielą się na Sobieńskich i Dobieńskich od nazw siedzib rodowych.